# Alberto Breccia
Pour les articles homonymes, voir Breccia.
 (janvier 2019).
Alberto Breccia (Montevideo, 15 avril 1919 - Buenos Aires 10 novembre 1993) est un auteur de bande dessinée argentin.

## Biographie
D'abord influencé par la bande dessinée d'aventures nord-américaine (Milton Caniff), il se forge un style très personnel et en constante évolution, qui emprunte à l'art grotesque, à l'expressionnisme et au clair-obscur[réf. souhaitée].
Il commence sa carrière professionnelle en 1939, en rejoignant la maison d'édition Manuel Láinez. Il participe à des magazines tels que Tit-Bits, Rataplán ou El Gorrión où il crée des comic strips comme Mariquita Terremoto, Kid Río Grande ou El Vengador (d'après un roman à succès).
Pendant les années 1950, il devient membre honoraire du groupe de Venise, composé d'artistes italiens expatriés comme Hugo Pratt, Ido Pavone, Horacio Lalia, Faustinelli ou Ongaro. Avec Hugo Pratt, il ouvre l'école panaméricaine d'art à Buenos Aires. En 1957, il rejoint Frontiera Editorial, alors dirigé par Héctor Germán Oesterheld, qui scénarisait Ernie Pike. En 1958, Breccia lance la série Sherlock Time (es) sur un scénario de Héctor Oesterheld dans Hora Cero Extra.
En 1960, il commence à travailler pour des éditeurs européens via une agence artistique basée à Buenos Aires : il dessine quelques westerns et histoires de guerres pour la maison d'édition anglaise Fleetway. Cette période ne dure pas longtemps. Son fils Enrique dessine également quelques histoires de guerres pour Fleetway à la fin des années 1960 : Spy 13.
En 1962, il produit avec Héctor Oesterheld (desaparecido de la dictature argentine) peut-être sa plus importante bande dessinée : Mort Cinder. Il donne à l'antiquaire Ezra Winston son propre visage vieilli, et à son compagnon Mort Cinder celui de son ami Horacio Lalia. Mort Cinder paraît entre le 20 juillet 1962 (no 714 du magazine Misterix) et 1964.
En 1968, il dessine avec son fils Enrique sur un scénario de Héctor Germán Oesterheld une biographie en bande dessinée de Che Guevara : Che. Pour échapper à la répression du régime, on raconte qu'ils cachent les planches dans leur jardin.Cette légende est démentie par Enrique Breccia dans une interview donnée au magazine Casemate 18 (août 2009) à l'occasion de la réédition de l'album aux éditions Delcourt.
Au cours de la décennie suivante, Breccia innove tant au niveau du noir et blanc que de la couleur en réalisant, sur des scénarios de Carlos Trillo, deux séries majeures : Un tal Daneri (Un certain Daneri) et Chi ha Paura delle Fiabe ? (Qui a peur des fables ?). Dans cette dernière, une satire sociale appuyée sur un détournement des contes des frères Grimm, il multiplie les collages et les mélanges de texture dans un style qui a une profonde influence sur des anglo-saxons comme Bill Sienkiewicz et Dave McKean.
Dans les années 1980, Breccia et Juan Sasturain travaillent à la série Perramus, satire féroce des régimes totalitaires sud-américains, tout en rendant hommage aux cultures populaires du sous-continent et qui marque l'apogée du style noir et blanc de Breccia.
Dans ses dernières œuvres, Breccia diversifie avec beaucoup de réussite sa production en couleur, notamment dans ses adaptations des nouvelles d'Edgar Allan Poe.
Ses liens avec l'Italie lui permirent de publier en 1985 le luxueux Quattro incubi (Quatre incubes) aux éditions Editiemme de Milan, avec lithographie (reprenant L'Ultime Visite du gentilhomme Malato, La Nuit de Camberwell (Jean Ray), La Marche de la mort rousse (Edgar Allan Poe), et Le Chat noir (Edgar Allan Poe).

## Œuvres publiées en français

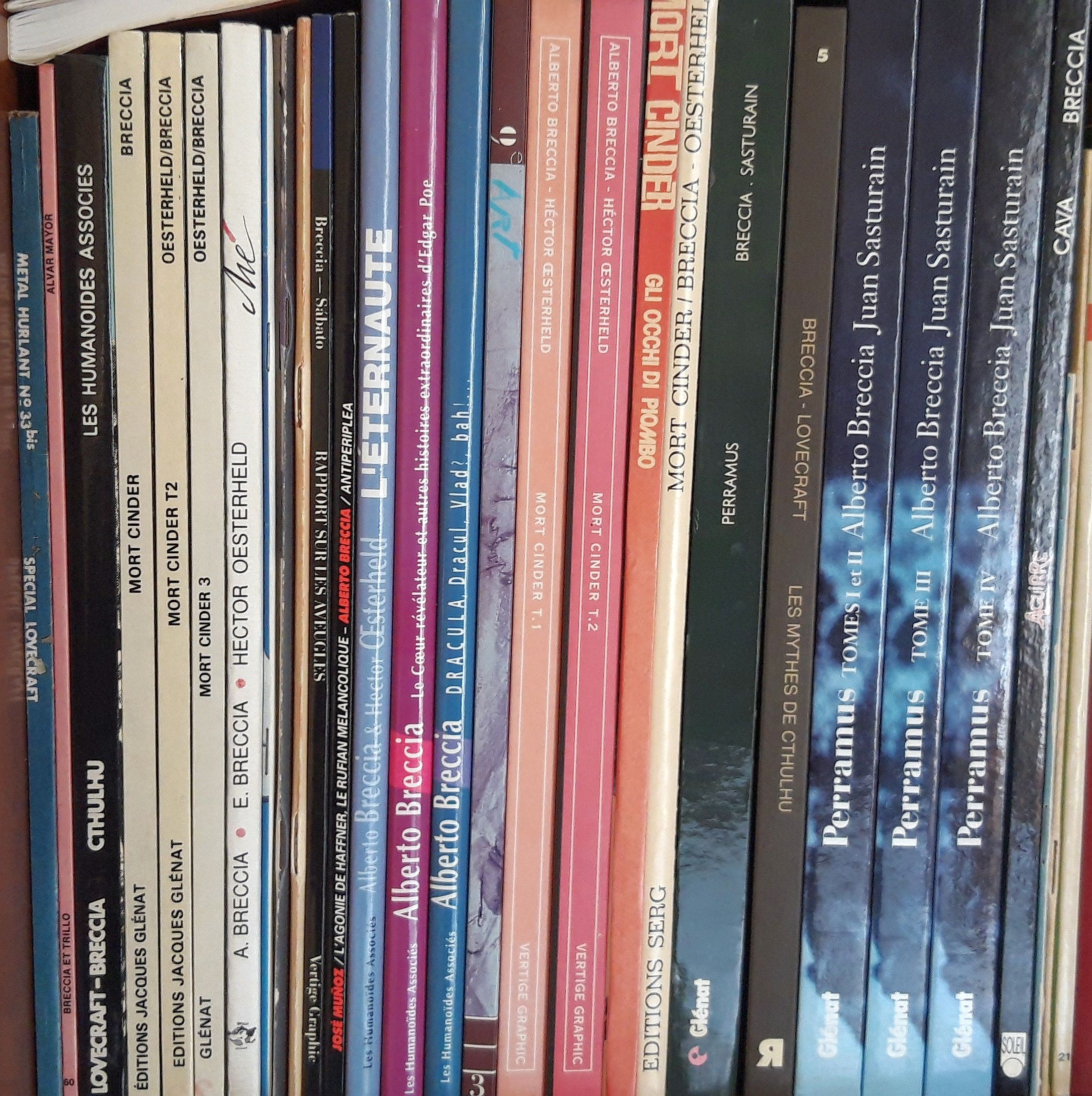
Œuvres d'Alberto Breccia.

- Département Zéro (Coup Dur no 11 à 24).
- Mort Cinder, scénario de Héctor Germán Oesterheld, Serg, 1974, après une prépublication dans la revue Phenix du no 29 au no 33 (réédité en trois tomes par Glénat en 1982, puis en deux tomes par Vertige Graphic en 1999 (le 3e restant annoncé))
- Cthulhu (es), scénario de Norberto Buscaglia d'après Howard Phillips Lovecraft, Les Humanoïdes associés, 1979 (reprend les nouvelles éditées dans le trimestriel Métal hurlant en 1978-79 ; réédité par Rackham en 2004)[2]
- Plaquette de l'exposition Breccia (500 ex.) à Paris puis Genève, Vertige Graphic, 1988
- Perramus, scénario de Juan Sasturain, Glénat, 1986 (un tome) - 1991 (trois tomes)
- L'Agonie de Haffner - Antiperiplea, scénario de João Guimarães Rosa et Juan Sasturain, Vertige Graphic, 1988
- Ombres et Lumières, Vertige Graphic, 1992
- Rapport sur les aveugles, scénario d'Ernesto Sábato, Vertige Graphic, 1993[3]
- L'Éternaute, scénario de Héctor Germán Oesterheld, Les Humanoïdes Associés, 1993
- Dracula, Dracul, Vlad ? Bah, Les Humanoïdes Associés, 1993
- Le Cœur révélateur, adaptation de nouvelles d'Edgar Allan Poe, Les Humanoïdes Associés, 1995
- Port Folio Sherlock Time - Faites vos jeux, avec Héctor Oesterheld, présenté par José Munoz, dans la revue 9e Art - Les cahiers du musée de la bande dessinée no 3, 1998
- Che, scénario de Héctor Germán Oesterheld, et avec la collaboration de son fils Enrique Breccia pour le dessin, Fréon éditions en 2001[4]
- Buscavidas, scénario de Carlos Trillo, Rackham, 2001[5]
- Cauchemars, Rackham, 2003
- L'Éternaute 1969, scénario de Héctor Oesterheld, Rackham, 2010
- Qui a peur des contes de fées ?, scénario de Carlos Trillo, Revival, 2019

## Distinctions
- Médaille d'or d'honneur de la Commission nationale de la culture argentine, au 7e salon annuel des dessinateurs argentins à Buenos Aires
- 1973 :  prix Yellow-Kid remis par le jury au festival de Lucques, pour l'ensemble de son œuvre
- 1975 : président du jury du festival de Lucques
- Médaille d'or des éditions argentines Dante Quinterno, au 9e salon annuel des dessinateurs argentins
- Prix Cinzano, au 11e salon annuel des dessinateurs argentins
- 1979 : Mention spéciale en reconnaissance pour son œuvre à la biennale de l'Humour et de la Bande Dessinée de Cordoba
- 1993 :  prix Max et Moritz exceptionnel pour une œuvre remarquable
- 2021 : inscrit à titre posthume au temple de la renommée Will Eisner (choix du jury)[6]

## Autres activités
- Vice-président de l'Association des dessinateurs argentin (A.D.A.), de 1962 à 1964
- Directeur et professeur de l'Institut d'Art de Buenos Aires (qu'il a créé)
- Professeur de dessin de l'École Panaméricaine d'Art de Buenos Aires[7].

#### Revues
- Hop ! no 24 - 1980 (Dossier)
- Circus no 79 - 1984 (Dossier)
- Les Cahiers de la bande dessinée no 62 - 1985 (dossier)
- Bulles Dingues no 13 - 1989 (Dossier)
- (À SUIVRE) no 192 - 1994 (dossier Alberto Breccia, le Romantisme des Ténèbres)
- Le Goinfre no 15 - 1994 (Interview)
- Le Collectionneur de bandes dessinées no 75 - 1994 (Dossier)
- « Cahier monographique : Alberto Breccia », Les Cahiers de la bande dessinée, no 8,‎ juillet-septembre 2019, p. 90-127-.

#### Ouvrages
- Jan Baetens, « Liré Ché “politiquement” », dans Formes et politiques de la bande dessinée, Louvain : Peeters, 1998, p. 107-118.
- Michèle Costa-Magna, « L'Aventure au collet », dans Jacky Goupil (dir.), Bande dessinée 1981-1982, Hounoux : SEDLI, 1982, p. 21.
- Patrick Gaumer, « Breccia, Alberto », dans Dictionnaire mondial de la BD, Paris, Larousse, 2010 (ISBN 9782035843319), p. 115-116.
- Alberto Breccia et Latino Imparato, Alberto Breccia, ombres et lumières : Conversations avec Latino Imparato, Vertige Graphic, coll. « Tracés » (no 2), 1992 (ISBN 2-908981-02-5).
- Laura Caraballo, Alberto Breccia : le maître argentin insoumis, PLG, coll. « Mémoire Vive » (no 27), 24 octobre 2020, 128 p. (ISBN 978-2-917837-32-0)

#### Documents vidéo
- Alberto Breccia, ombres et lumières (int. par Latino Imperato), Angoulême : CNBDI, coll. « Portraits d'auteurs », 1992, 26 minutes. [vidéo] « Disponible », sur YouTube